# Bletia purpurata
Bletia purpurata là một loài lan.